# Voznivți, Jmerînka
Voznivți (în ucraineană Вознівці) este un sat în comuna Tarasivka din raionul Jmerînka, regiunea Vinnița, Ucraina.

## Demografie
Componența lingvistică a localității Voznivți
     Ucraineană (99,09%)
     Alte limbi (0,91%)
Conform recensământului din 2001, majoritatea populației localității Voznivți era vorbitoare de ucraineană (99,09%), existând în minoritate și vorbitori de alte limbi.